# ヴィン・ベイカー
ヴィンセント・ラマー・ベイカー（Vincent Lamont Baker、1971年11月23日 - ）はアメリカ合衆国フロリダ州レイクウェールズ出身の元バスケットボール選手。NBAでプレイした。現ミルウォーキー・バックスアシスタントコーチ。身長211cm、体重114.8kg

## 略歴
ハートフォード大学のスター選手だったベイカーは1993年のNBAドラフトで全体8位でミルウォーキー・バックスに指名された。
4シーズンバックスでプレイした後、ベイカーは三角トレードでシアトル・スーパーソニックスに放出された。
1990年代半ば、その後アルコール依存症になる前にベイカーは4年連続NBAオールスターゲームに出場した。その間ベイカーは1試合平均15.1得点をあげていたが、その後は年々得点を減らしていった。バックス、ソニックス、ボストン・セルティックス、ニューヨーク・ニックス、ヒューストン・ロケッツ、ロサンゼルス・クリッパーズでプレーした。
2006年10月1日、ミネソタ・ティンバーウルブズと契約して、ソニックス時代にアシスタントコーチをしていたドウェイン・ケイシーと再会した。開幕後は平均10分の出場時間を得ていたが、11月13日に解雇された。

## コーチ歴
2018年1月、ジェイソン・キッドのヘッドコーチ退任に伴うコーチ陣再編により、バックスのアシスタントコーチに就任。2021年にはNBAチャンピオンを経験した。

## 受賞歴
- オールスター出場　1995年、1996年、1997年、1998年
- オールNBAセカンドチーム 1997-98シーズン
- オールNBAサードチーム 1996-97シーズン
- オールルーキーチーム 1993-94シーズン
- 2000年シドニーオリンピックアメリカ代表金メダル

## その他
趣味は料理で、2005年にコネティカット州オールドセイブルックでシーフードレストランを開いた。